# 중대가리풀
중대가리풀(문화어: 토방풀)은 국화과에 딸린 한해살이풀이다. 한국·중국·인도·오스트레일리아 등지에 분포한다.

## 생태
길가나 논·밭둑 또는 습기가 있는 뜰에서 흔히 자란다. 줄기는 높이 10cm에 달하고 옆으로 10–20 cm 뻗으면서 마디에서 뿌리가 내리며 가지가 갈라진다. 잎은 어긋나고 주걱 모양이며 길이 7-20mm이다. 윗부분에 톱니가 약간 있으며 뒷면에 선점이 있다. 꽃은 7-8월에 피고 잎겨드랑이에 두화가 1개씩 달린다. 꽃이삭은 지름 3-4mm이고 녹색이지만 흔히 갈색이 도는 자주색인 것이 있다. 총포는 긴 타원형이고 포편의 길이가 같으며 화관은 녹색이다. 열매는 길이 1.5mm 정도로 수과이며 갓털이 없다.

## 쓰임새
중국에서는 민간에서 만성 비염을 비롯한 콧병·눈병 및 두통 치료에 사용한다. 생체를 비벼서 콧구멍에 넣으면 재채기가 나지만 하룻밤 지나면 만성 말라리아에 효과가 있다. 인도에서는 눈병·콧병 및 치통에 사용한다.

## 사진

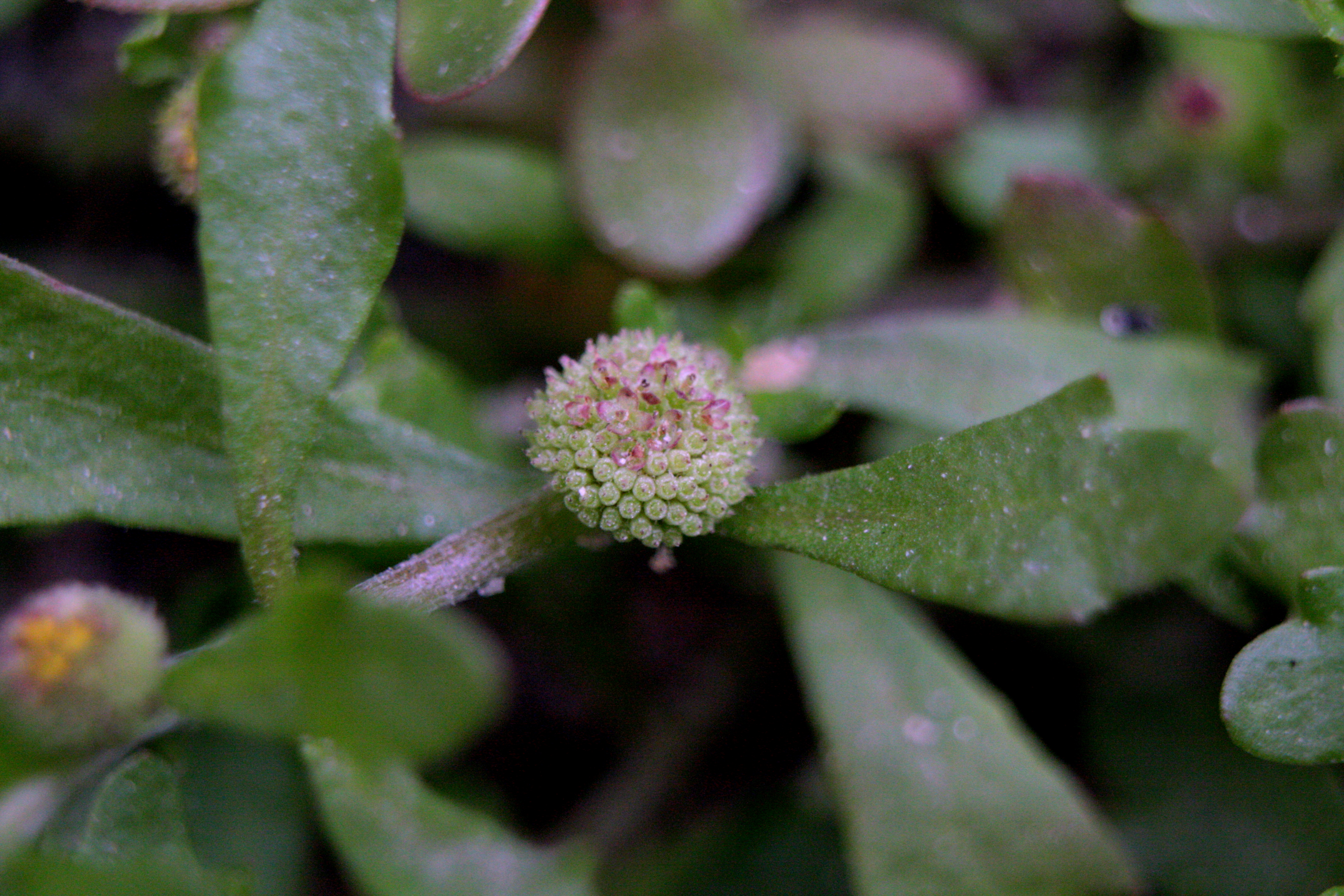
꽃
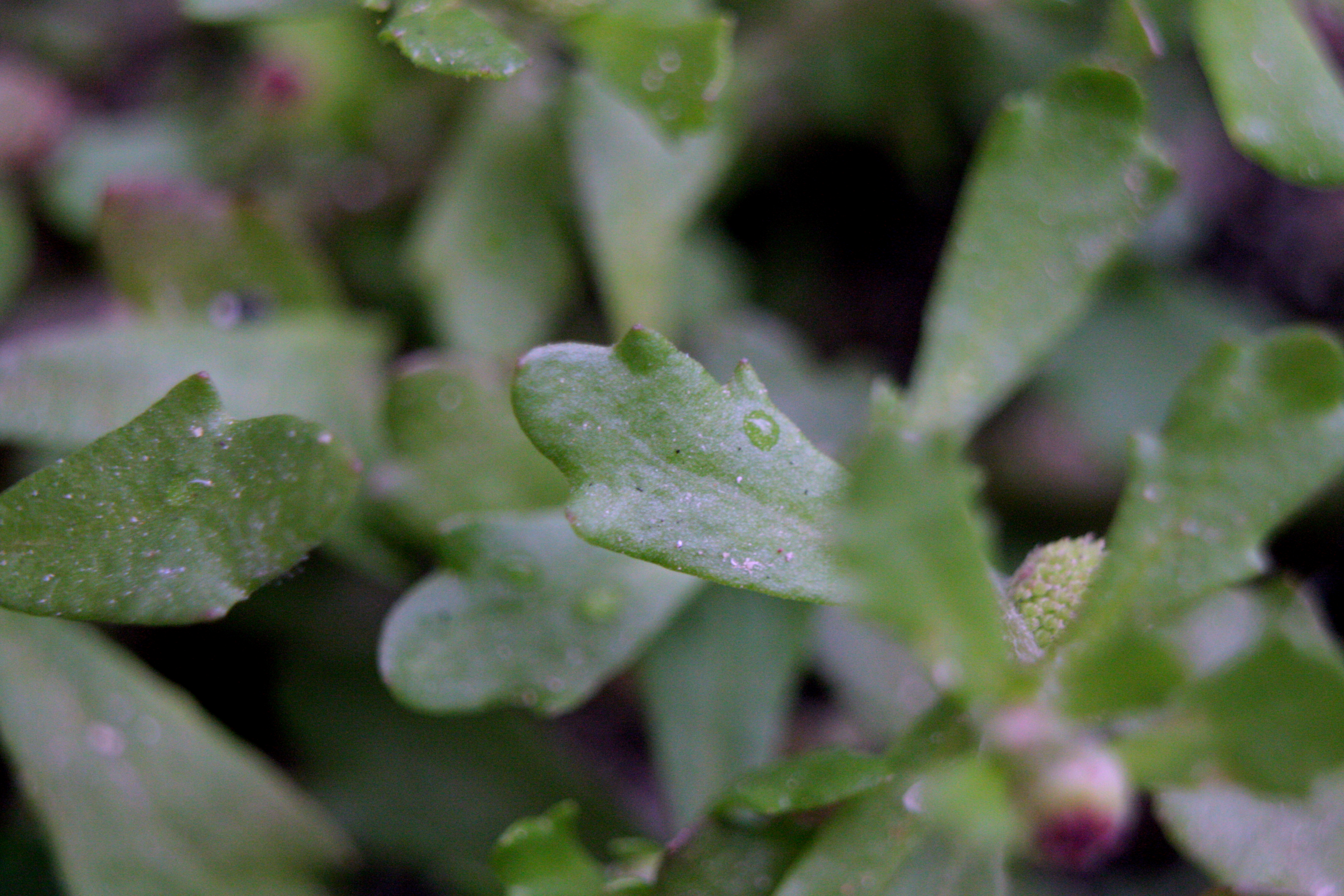
잎